# Parametopella texensis
Parametopella texensis är en kräftdjursart som beskrevs av McKinney, Kalke och Holland 1978. Parametopella texensis ingår i släktet Parametopella och familjen Stenothoidae. Inga underarter finns listade i Catalogue of Life.